# Jack Regard
Gérard Denis Jacquemus, dit Jack Regard, est un bassiste français né le 2 juillet 1943 à Charleval (Bouches-du-Rhône) en pays d'Aix et mort dans cette même commune le 20 mars 1973. Fils d'un maraîcher, il poursuit des études et cours de piano, il rencontre les frères Roboly lors d'un séjour à Nice, passe à la guitare basse en 3 semaines, et monte à Paris avec eux en compagnie d'Hervé Forneri et connaît le succès avec le groupe de rock'n'roll Les Chats Sauvages.

## Biographie
Son oncle habitant Paris, porte de Choisy, loge et nourrit les quatre garçons à leur arrivée dans la capitale pendant l'hiver 1960-1961. Des répétitions acharnées se déroulent des journées entières dans le grenier au-dessus du logement. Ils n'ont pas un sous, mais ils ont la chance d'être repérés par des chasseurs de tête de Pathé-Marconi lors d'un passage sur scène dans un radio-crochet au Marcadet Palace à Paris. Après une audition dans les bureaux de la firme, ils signent un contrat de trois ans avec Jean-Paul Guiter, qui les  prends en mains. Jack débute dans le groupe avec une basse quatre cordes Jacobacci Ohio, puis il joue sur une Hagström P 46, et par la suite sur des "Precision bass" Fender.
En janvier 1962, sur la scène de l'ABC, Jack Regard est l'un des premiers bassistes français de rock à utiliser la fameuse Fender Precision Bass apparue en Europe avec Jet Harris, bassiste des Shadows.
Après la séparation des Chats Sauvages à la fin de 1964, il retourne dans sa Provence natale et ouvre un bar-restaurant à Roquebrune-sur-Argens.
En 1970, avec la nostalgie de ses belles années de gloire, il rassemble des pointures locales nicoises et monte un groupe nommé Les Chats Renaissance, qui ne connaît qu'un succès d'estime avec la publication d'un unique album 33 tours chez Vogue.
Il meurt en 1973, à l'âge de 29 ans, des suites d'un accident d'anesthésie générale, au cours d'une intervention chirurgicale au cœur, pour une malformation congénitale de la valve aortique.